# Pawlysch
Pawlysch (ukrainisch Павлиш; russisch Павлыш) ist eine Siedlung städtischen Typs im Osten der Oblast Kirowohrad in der Zentralukraine.

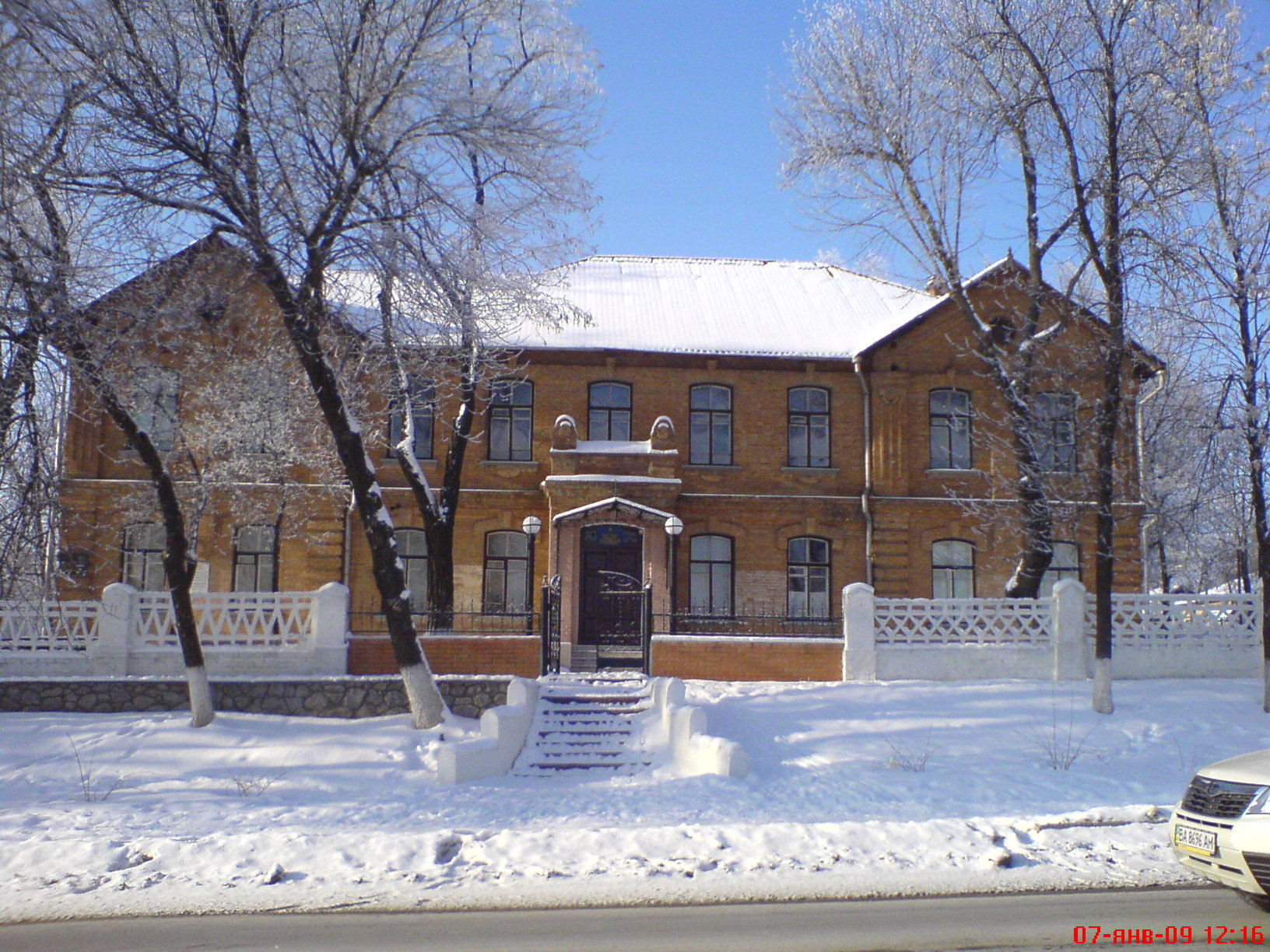
Schule im Ort

Die Siedlung befindet sich südlich von Krementschuk etwa 91 Kilometer nordöstlich der Oblasthauptstadt Kropywnyzkyj.
Die Ortschaft wurde 1739 im Zuge der Besiedlung von Neu Serbien (Нова Сербія) gegründet. und nach der Gemeinde Pavliš in der Vojvodina benannt 1938 erhielt Pawlysch den Status einer Siedlung städtischen Typs.
In Pawlysch befindet sich ein Bahnhof an der Bahnstrecke Borschtschi–Charkiw. Durch den Ort führt die ukrainische Fernstraße M 22, die von Poltawa nach Oleksandrija führt.
Am 12. Juni 2020 wurde die Siedlung ein Teil der neugegründeten Siedlungsgemeinde Onufrijiwka, bis dahin bildete sie zusammen mit den Dörfern Brajiliwka (Браїлівка) und Schewtschenka (Шевченка) die gleichnamige Siedlungsratsgemeinde Pawlysch (Павлиська селищна рада/Pawlyska selyschtschna rada) im Nordwesten des Rajons Onufrijiwka.
Am 17. Juli 2020 kam es im Zuge einer großen Rajonsreform zum Anschluss des Rajonsgebietes an den Rajon Oleksandrija.